# Emanoil Fleșeriu
Emanoil Fleșeriu (n. 6 martie 1875, Apold – d. 5 februarie 1950, Viișoara) a fost un deputat în Marea Adunare Națională de la Alba Iulia, organismul legislativ reprezentativ al „tuturor românilor din Transilvania, Banat și Țara Ungurească”, cel care a adoptat hotărârea privind Unirea Transilvaniei cu România, la 1 decembrie 1918.:p. 77

## Biografie
Născut în  localitatea Apold în anul 1875, Emanoil Fleșeriu a urmat studiile  la Institutul Teologic-Pedagogic din Sibiu.  Ajunge preot în Viișoara ocupând și statutul de membru al Despărțământului Dumbrăveni al Astrei. Se deosebește în activitățile sale și ca membru al P.N.R. iar din 1926 membru al P.N.Ț. Între anii 1926-1930, ocupă și statutul de membru în consiliul județean Târnava Mică. Anii 1926-1938 este membru de drept în consiliul comunal Viișoara localitate în care își va găsi sfârșitul la data de 5 februarie 1950.   .

## Activitatea politică
A fost ales ca delegat titular al cercului electoral  Bălăușeri, la Marea Adunare Națională de la Alba Iulia de la 1 decembrie 1918.:p.251- 252

## Decorații
Nicolae Grigore Deac a primit în anul 1922 ordinul Coroana României în rang de cavaler, iar în 1926 primește medalia Răsplata muncii, clasa I, pentru construcții școlare.:p.251- 252